# Insensato Coração (trilha sonora)

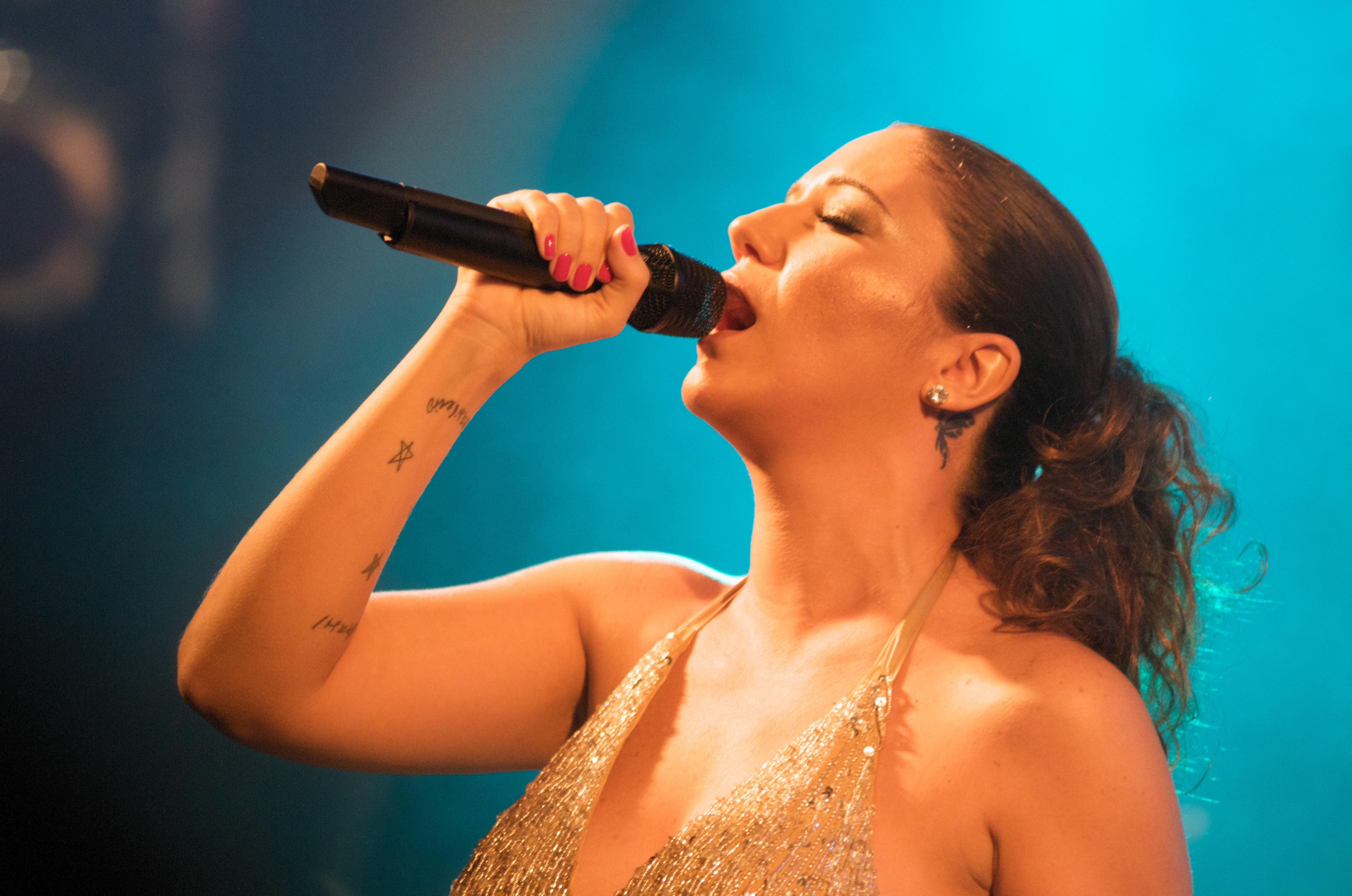
A canção "Coração em Desalinho" da cantora Maria Rita é o tema de abertura de Insensato Coração.

A seguir apresentam-se os lançamentos discográficos de Insensato Coração, uma telenovela brasileira produzida pela rede de televisão Rede Globo exibida no horário das nove entre 17 de janeiro a 19 de agosto de 2011 ao fim de 185 capítulos, substituindo Passione e sendo sucedida por Fina Estampa. De autoria de Gilberto Braga e Ricardo Linhares, a trama aborda diferentes relações familiares entre membros da classe média brasileira. O elenco principal inclui vários atores e atrizes. Dentre estes, estão incluídos Glória Pires, Gabriel Braga Nunes, Eriberto Leão, Paola Oliveira, Deborah Secco, Camila Pitanga, Lázaro Ramos, Marcelo Valle, Deborah Evelyn, Natália do Valle, Antônio Fagundes e Herson Capri.
A canção "Coração em Desalinho", mais conhecida na voz do pagodeiro Zeca Pagodinho, foi cantada por Maria Rita a pedido do autor para o tema de abertura. "Pra que Discutir com Madame", interpretada por João Gilberto, foi regravada pelo sambista Diogo Nogueira, e outra regravação está presente na trama, a música "Eu Preciso de Você", de Tom Jobim, na voz de Verônica Sabino. Também a pedido do autor, Ney Matogrosso gravou "Verdade da Vida", e Nana Caymmi interpreta a canção "Sem Poupar Coração", tema do casal principal da trama, Pedro (interpretado por Leão) e Marina (interpretada por Oliveira).
Durante a sua exibição original, foram lançados quatro álbuns de compilação no formato de trilha sonora. Estes são a trilha nacional, a trilha de samba e os dois volumes da trilha internacional, sendo que a nacional e a de samba contém músicas cantadas em língua portuguesa e por cantores naturais do país, e a internacional volume 1 nas línguas inglesa, francesa e italiana, enquanto a segunda é interpretada apenas em inglês. Todos os álbuns estão disponibilizados em formato físico e digital.

## Nacional
O disco com as canções em português foi o primeiro a ser lançado. A capa apresenta a imagem da atriz Paola Oliveira, intérprete da personagem Marina Drummond Brandão. O disco é caracterizado por compilar músicas de vários artistas consagrados, como Nana Caymmi, Ney Matogrosso, Tom Jobim, Miúcha e Chico Buarque. O álbum inclui também a canção "Coração em Desalinho", o tema de abertura, na voz da cantora Maria Rita, um pedido do autor da telenovela.
| Versão padrão |                                                                        |                                         |                |         |  |
| N.º           | Título                                                                 | Música                                  | Personagem     | Duração |  |
| 1.            | "Coração em Desalinho"                                                 | Maria Rita                              | Abertura       | 3:20    |  |
| 2.            | "Sem Poupar Coração"                                                   | Nana Caymmi                             | Pedro e Marina | 3:27    |  |
| 3.            | "Ela É Minha Cara"                                                     | Mart'nália                              | Natalie        | 3:40    |  |
| 4.            | "Love"                                                                 | Simone                                  | André          | 3:34    |  |
| 5.            | "Só Louco"                                                             | Dori Caymmi                             | Pedro e Marina | 2:35    |  |
| 6.            | "Pra Que Discutir com Madame"                                          | Diogo Nogueira                          | Eunice         | 3:28    |  |
| 7.            | "Ela Vai Pro Mar"                                                      | Luiz Melodia                            | André e Carol  | 3:20    |  |
| 8.            | "Trocando Em Miúdos"                                                   | Maria Bethânia                          | Raul e Wanda   | 3:04    |  |
| 9.            | "A Tonga da Mironga do Kabuletê"                                       | Toquinho, Vinicius de Moraes & Monsueto | Sueli          | 3:59    |  |
| 10.           | "20 Anos Blues"                                                        | Elis Regina                             | Carol          | 3:09    |  |
| 11.           | "Turma do Funil (No Baixo Leblon)" (com participação de Chico Buarque) | Miúcha & Tom Jobim                      | Tia Neném      | 3:23    |  |
| 12.           | "Domingo Azul no Mar" (com participação de Leila Pinheiro)             | Oscar Castro Neves                      | Teodoro        | 3:33    |  |
| 13.           | "Verdade da Vida"                                                      | Ney Matogrosso                          | Natalie        | 3:50    |  |
| 14.           | "Homem com H"                                                          | Zeca Baleiro                            | Roni           | 3:30    |  |
| 15.           | "Super Homem"                                                          | Caetano Veloso                          | André          | 2:53    |  |
| 16.           | "Eu Preciso de Você"                                                   | Verônica Sabino                         | Beto e Dayse   | 3:20    |  |
| 17.           | "Que País É Este?"                                                     | Legião Urbana                           | Cortez         | 2:58    |  |
| 18.           | "Magia" (instrumental)                                                 | Roger Henri                             | Geral          | 2:47    |  |

## Samba
O disco com as canções do género samba foi o segundo a ser lançado. Apresentando a atriz Camila Pitanga na capa, reúne as canções que são reproduzidas durante as rodas de samba do Bar do Gabino.
| Versão padrão |                                                             |                   |                  |         |  |
| N.º           | Título                                                      | Música            | Personagem       | Duração |  |
| 1.            | "Pôxa"                                                      | Zeca Pagodinho    | Dayse e Kléber   |         |  |
| 2.            | "Não Dá"                                                    | Arlindo Cruz      | Natalie e Wagner |         |  |
| 3.            | "Quer Saber da Minha Vida?, Vai na Macumba"                 | Dudu Nobre        | Bar do Gabino    |         |  |
| 4.            | "A Semente"                                                 | Marcelo D2        |                  |         |  |
| 5.            | "Não Quero Mais Saber de Nada"                              | Leandro Sapucahy  |                  |         |  |
| 6.            | "Beijo Sem" (com participação de Marisa Monte e Pedro Baby) | Teresa Cristina   | Carol            |         |  |
| 7.            | "É Ela"                                                     | Grupo Revelação   | Gabino e Fabíola |         |  |
| 8.            | "Panos e Planos"                                            | Moyseis Marques   |                  |         |  |
| 9.            | "O Samba"                                                   | Magali            |                  |         |  |
| 10.           | "A Voz do Morro"                                            | Marcos Sacramento |                  |         |  |
| 11.           | "O Que Será de Mim" (com participação de Alfredo Del-Penho) | Pedro Paulo Malta | Gregório         |         |  |
| 12.           | "Tristeza"                                                  | Soraya Ravenle    | Fabíola          |         |  |
| 13.           | "Mulheres"                                                  | Martinho da Vila  | Fabíola e Milton |         |  |
| 14.           | "No Pagode do Vavá"                                         | Paulinho da Viola |                  |         |  |
| 15.           | "O Sol Nascerá (A Sorrir)"                                  | Grupo Zoasamba    | Dayse            |         |  |
| 16.           | "Sonho Meu"                                                 | Carla Redig       |                  |         |  |

## Internacional: Volume 1
O primeiro volume da trilha sonora internacional foi o penúltimo lançamento discográfico pela telenovela. A capa apresenta o actor Eriberto Leão, intérprete do personagem Pedro Alencar Brandão.
| Versão padrão |                                                                           |                                        |                |         |  |
| N.º           | Título                                                                    | Música                                 | Personagem     | Duração |  |
| 1.            | "(I Can't Get No) Satisfaction"                                           | Frejat                                 | Léo            | 3:26    |  |
| 2.            | "Pack Up"                                                                 | Eliza Doolittle                        | Irene          | 3:11    |  |
| 3.            | "Grace Baby"                                                              | Paris Wells                            | Bibi           | 4:14    |  |
| 4.            | "Suspicious Minds (Viva Elvis)"                                           | Elvis Presley                          | André e Leila  | 4:25    |  |
| 5.            | "Eco"                                                                     | Jorge Drexler                          | Raul e Carol   | 3:21    |  |
| 6.            | "Comment Te Dire Adieu"                                                   | Emiliah                                | Teodoro        |         |  |
| 7.            | "Amor"                                                                    | Ben. E King                            |                | 2:56    |  |
| 8.            | "You're My Everthing" (com participação de Harold Mooney e sua Orquestra) | Sarah Vaughan                          | Pedro e Marina | 2:50    |  |
| 9.            | "'S Wonderful"                                                            | João Gilberto                          |                | 4:11    |  |
| 10.           | "'Round Midnight"                                                         | Alexandre Elias & Alessandra Maestrini |                | 2:20    |  |
| 11.           | "Senza Fine"                                                              | Ornella Vanoni                         | Norma e Léo    | 3:45    |  |
| 12.           | "Mon Manège a Moi"                                                        | Bibi Ferreira                          | Milton         | 3:01    |  |

## Internacional: Volume 2
O volume dois da trilha sonora internacional foi o último a ser lançado. A capa apresenta o ator Lázaro Ramos, intérprete do personagem André Gurgel.
| Versão padrão | |                  |                   |         |  |
| N.º           | Título | Música           | Personagem        | Duração |  |
| 1.            | "Firework"                                                                                                  | Katy Perry       | Festas            | 3:48    |  |
| 2.            | "All The Lovers"                                                                                            | Kylie Minogue    | Festas; André     | 3:20    |  |
| 3.            | "I Don't Know What To Do" (versão da rádio; com participação de Gosha)                                      | Tiko's Groove    | Bibi e Douglas    | 3:43    |  |
| 4.            | "How Soon is Now" (Dirty South Remix; com participação de Dirty South, Sebastian Ingrosso & Julie McKnight) | David Guetta     |                   | 4:10    |  |
| 5.            | "Calling Out Your Name"                                                                                     | James Blunt      | Eduardo e Hugo    | 3:24    |  |
| 6.            | "When You Got a Good Thing"                                                                                 | Lady Antebellum  | Serginho e Olívia | 4:58    |  |
| 7.            | "Talking to the Moon"                                                                                       | Bruno Mars       | Rafa e Cecília    | 3:38    |  |
| 8.            | "I'll Help You Stay"                                                                                        | John Kip         | Leila             | 2:59    |  |
| 9.            | "Bring Me the Dawn" (Diego Logic Remix; com participação de Fábio Castro)                                   | Carlo Dall'anese | Festas            | 4:22    |  |
| 10.           | "Live It Up"                                                                                                | Ali Pierre       | Festas            | 4:15    |  |
| 11.           | "Let You Go"                                                                                                | Double You       |                   | 3:15    |  |
| 12.           | "The Best of It"                                                                                            | John Nathaniel   | Alice e Vinícius  | 3:49    |  |
| 13.           | "C'est la Vie Street"                                                                                       | Lowrider         |                   | 3:34    |  |
| 14.           | "Convince Me"                                                                                               | Val Emmich       |                   | 3:27    |  |